# ألكسندر دورونين
ألكسندر دورونين (بالروسية: Доронин, Александр Макарович)‏ (و. 1947  م) هو صحفي، وشاعر، وناثر، وصحفي الرأي، ورئيس تحرير من الاتحاد السوفيتي، وروسيا.

## مناصب
تولى منصب رئيس تحرير
.

## التعليم
تعلم في معهد غوركي الأدبي
.